# Ртутное и угольное дело А. Ауэрбаха и Ко

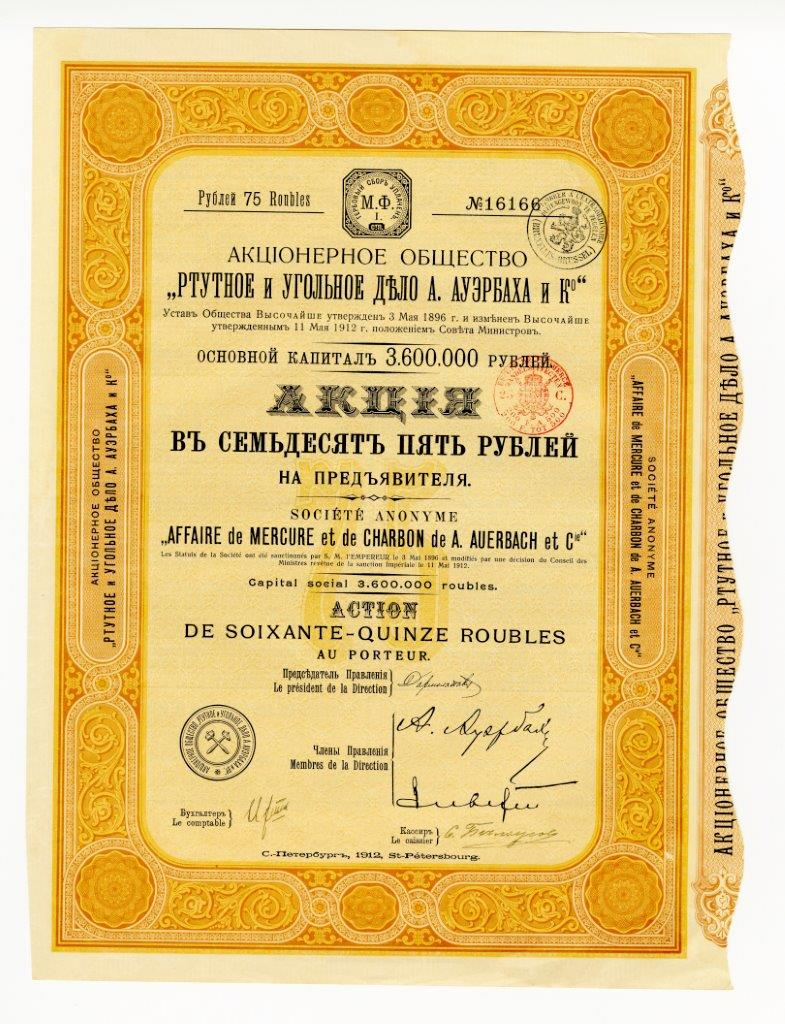
Акція в 75 руб. на пред'явника Акціонерного товариства «Ртутна і вугільна справа Ауербаха і Ко» з основним капіталом в 3,6 млн руб. Санкт-Петербург, 1912 р.

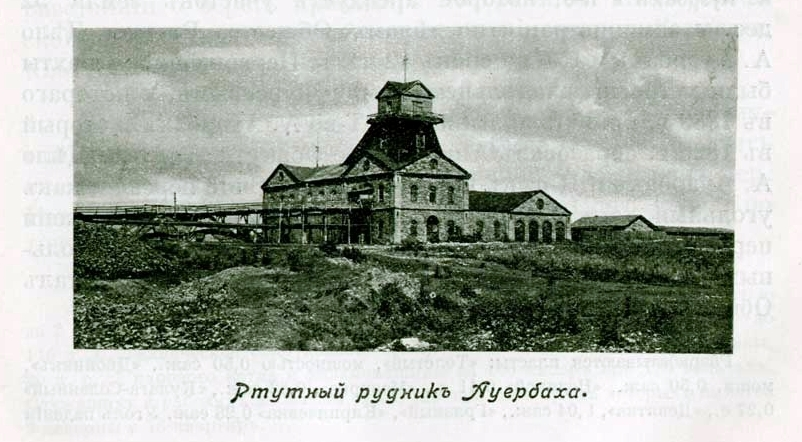
Ртутний рудник Акціонерного товариства «Ртутна і вугільна справа Ауербаха і Ко». Літографія початку XX ст.

Акціонерне товариство «Ртутное и угольное дело А. Ауэрбаха и Ко» (укр. Ртутна і вугільна справа О.Ауербаха і Ко) було зареєстровано російським гірничим інженером і підприємцем, дійсним статським радником О. Ауербахом в 1896 р. (Статут Височайше затверджений 3 травня 1896, і змінений Височайше затвердженим 11 травня 1912 р. положенням Ради Міністрів).
В 1885 р. Олександр Андрійович Ауербах, на той момент вже визнаний фахівець гірничо-рудної справи, який займав посаду керуючого мідеплавильними заводами в  Богословському гірничому окрузі  Пермської губернії, знайомиться з матеріалами по Горлівському ртутному родовищу, які йому надав гірничий інженер з Донбасу Аркадій Васильович Міненков з проханням дати свій висновок. Проаналізувавши надані матеріали і переконавшись у перспективності знайденого родовища, він 3 березня 1885 року укладає орендний договір з Товариством Микитівських селян на право розробки на їх землях ртутних руд і приймає рішення про будівництво рудника, заводу і житлового селища .
З цією метою А. Ауербах в тому ж 1885 році створює «Товариство ртутного виробництва А. Ауербах і Ко», до складу якого увійшли А. Міненков, В. Половцев, О. Євдокимов, І. Досс, Д. Стасов. Навесні 1886 р. було розпочато будівництво заводу, на якому вже 14 грудня була випалена перша руда. Завод поступово розширювався, постійно нарощуючи обсяги продукції, що випускається, почав поставляти ртуть і за кордон. Тільки за перші три роки роботи було видобуто 1 125 000 пудів руди, показовим був і 1887, в якому було виплавлено 390 пудів ртуті.
В 1889 р. у Товариство Ауербаха набуває у горлівського поміщика Фурсова промислову шахту — Фурсівський кам'яновугільний рудник. Згодом на місці Фурсівського рудника були побудовані дві шахти — «Марія» і «Людмила», названі на честь дочок Ауербаха.
В 1895 р. у Товариства виникли фінансові труднощі, пов'язані з капітальними витратами на розширення рудника і погашення позики. З метою виходу з ситуації, що створилася було прийнято рішення перетворити товариство в акціонерне товариство. На загальних зборах в травні 1896 р. був затверджений статут акціонерного товариства «Ртутна і вугільна справа Ауербаха і Ко» («Ртутное и угольное дело А. Ауэрбаха и Ко»), основний капітал якого був визначений в 2 250 000 руб., розподілених в 12 000 акцій по 187 руб. 50 коп. за кожну. При розподілі посад А. Ауербах зайняв посаду директора-розпорядника, отримавши 3560 акцій.
Спочатку А. Ауербах планував довести видобуток вугілля до 7–10 млн пудів на рік, так як вугільна справа давала постійний прибуток, пласти вугілля залягали рівномірно і не мали таких коливань, як ртутні. Ґрунтуючись на його звіті, акціонерне товариство будує поблизу рудника сортувальну і вуглепромивну фабрики, підвівши до них водопровід. Весь прибуток, що отримується від ртутного виробництва, починаючи з 1898 р. вкладався у вугільний рудник, що згодом призвело до його занепаду і погіршення фінансового становища суспільства, чому значною мірою посприяла криза, що охопила економіку Росії в 1900—1903 роках, внаслідок якої різко впав попит на вугілля й метал, що призвело до значного зниження цін і скорочення виробництва.
Після кількох років потрясінь, що призвели в тому числі до тимчасової консервації ртутного рудника і бездіяльності вугільних шахт, в 1912 р. в результаті нової реорганізації власником АТ «Ртутна і вугільна справа Ауербаха і Ко» став Азово-Донський банк, а основний капітал Товариства збільшився до 3,6 млн руб.
Як випливає з архівних даних, в 1912 році тільки на шахті «Марія» акціонерного товариства Ауербаха "службовців, інженерів — 6, штейгерів (гірських майстрів) — 3, інших — 44, робітників — 1510, для потреб яких є колона з 338 сімейних будинків на 660 квартир і 12 казарм на 730 осіб".
Подальша діяльність товариства збіглася з економічним підйомом, який почався в країні. Починаючи з 1912 року реорганізоване акціонерне товариство, крім експлуатації вугільних копалень, проводить нову розвідку ртутних руд. В 1913 р. придбано вугільну копальню у Олексіївського гірничопромислового товариства. Однак  жовтневі події 1917 р. припинили діяльність товариства «Ртутна і вугільна справа Ауербаха і Ко», а 23 січня 1918 р. підприємство було  націоналізоване  радянською владою.
В 1930 р., в епоху індустріалізації, шахта «Марія» перейменована в «Комсомолець». З 2007 р. на ній припинено промисловий видобуток вугілля.